# Leslie Cannold
Leslie Cannold (Port Chester, Nova York, 1 d'abril del 1970) és una filòsofa docent, escriptora i activista feminista australiana.
Oriünda d'Armonk; va viure a Scarsdale, Nova York; i als vint anys, Leslie migrà a Melbourne. Començà a escriure en The Age com a columnista de la secció d'opinió i educació, mentre criava els fills, i acabava els estudis de postgrau.
Autora de no-ficció, i novel·lista, Cannold és coneguda en la ràdio i la televisió australianes. Fa conferències sobre ètica, polítiques de gènere i drets reproductius. El 2005, fou nomenada una de les vint intel·lectuals públiques més importants d'Austràlia, pel periòdic The Age.
El 2011, la guardonà Humanista Australiana de l'Any el Consell de Societats Humanistes Australianes.

## Educació i carrera
Estudià a la Universitat Wesleyan psicologia i teatre, té màsters en arts i en bioètica per la Universitat de Monash, on treballà per a Peter Singer, en el Centre de Bioètica Humana. Obtingué el doctorat en educació per la Universitat de Melbourne; i després treballà en el Centre de Filosofia Aplicada i Ètica Pública dirigida per C. A. J. Coady. El 2011, manté llocs adjunts en totes dues universitats. Deixà les ocupacions acadèmiques el 2006 per a dedicar-se a escriure i fer conferències a temps complet.
Cannold és coneguda com una de les principals pensadores públiques d'Austràlia. El 2005 fou nomenada, amb Peter Singer, Gustav Nossal i Inga Clendinnen, com una de les vint principals intel·lectuals públiques australianes. El 2013, fou nomenada en la Llista de Power Index de les deu personalitats més influents d'Austràlia.

## Obra

### Llibres i columnes
En la seua columna quinzenal de Dilema moral de Cannold ha aparegut a Sydney's Sunday, Sun-Herald des del 2007. Abans d'això, era columnista ocasional en The Age. La seua opinió també han aparegut al Sydney Morning Herald, Crikey!, The Herald Sun, ABC The Drum Unleashed, The Courier Mail, i el diari The Australian. El 2011, fou guardonada amb un EVA, per un article d'opinió en Sunday Age sobre l'agressió sexual.

#### Llibres
Ha publicat sobre diferents temes com ara el dol, la circumcisió, la sida, la manipulació genètica, la gestació "ex utero" i la regulació de les tecnologies de reproducció assistida (ART).
- El guardonat The Abortion Myth: Feminism morality and the hard choices women make (El mite de l'avortament: la moral del feminisme i les decisions difícils que prenen les dones)[12][13][14]

- What, No Baby?: Why women are losing the freedom to mother and how they ca get it back (Què, no bebè?: Per què les dones estan perdent la llibertat de ser mares i com poden recuperar-la?), inclòs en la llista dels 101 llibres principals d'Australian Financial Review.[15][2]

- La seua primera obra de ficció The Book of Rachael (El llibre de Rachel), una novel·la històrica, publicada el 2011; i reimpresa el 2012.[16]

##### Capítols
- Sperm Wars (Guerres de l'Esperma). (2005)[17]

- The Australian Book of Atheism (El llibre australià d'ateisme) (2010),[18]

- Destroying the joint (Destruint l'articulació) (2013).[19]

### En ràdio i TV
- ABC Radio[20] National, Triple j, Today Tonight, The 7.30 Report, A Current Affair, The Catch-Up, The Einstein Factor, SBS Insight, 9am with David & Kim, The Circle, Today, ABC News Breakfast, News 24, i Lateline.

Durant anys ha parlat sobre la vida, el treball i l'ètica amb una coneguda locutora de ràdio i televisió, Virginia Trioli, en 774 ABC Melbourne, i en Ràdio 4BC i en el programa matutí de Deborah Cameron en 702 ABC Sydney. El 2013, parlava de tòpics d'ètica, amb Angela Owen en ABC Central West, i fou una convidada regular en el programa polític d'ABC TV Q&A i en el programa Compass00 d'ABC TV.

## Activisme
Cannold és expresidenta de Reproductive Choice Austràlia (Elecció Reproductiva Austràlia), una coalició nacional d'organitzacions a favor de l'elecció, que tingueren un paper clau en l'eliminació de la prohibició de la droga abortiva RU486 el 2006; i de Pro Choice Victoria (Pro Elecció Victoria), fonamental en la decriminalització de l'avortament a Victoria el 2008.
El 2011, cofundà el lloc de referència d'oradors sense afany de lucre No Chicks No Excuses.
I, el 2011, la guardonaren com a Humanista Australiana de l'Any en reconeixement de la seua contribució al debat públic sobre una àmplia gamma de qüestions ètiques, de particular importància per a les dones. La seua conferència en TED sobre l'avortament la van veure més de 35.000 persones, i el 2016, va parlar a uns 6.000 activistes de 169 estats en la conferència International Women Deliver de Copenhaguen sobre l'estigma de l'avortament.